# FK TSC

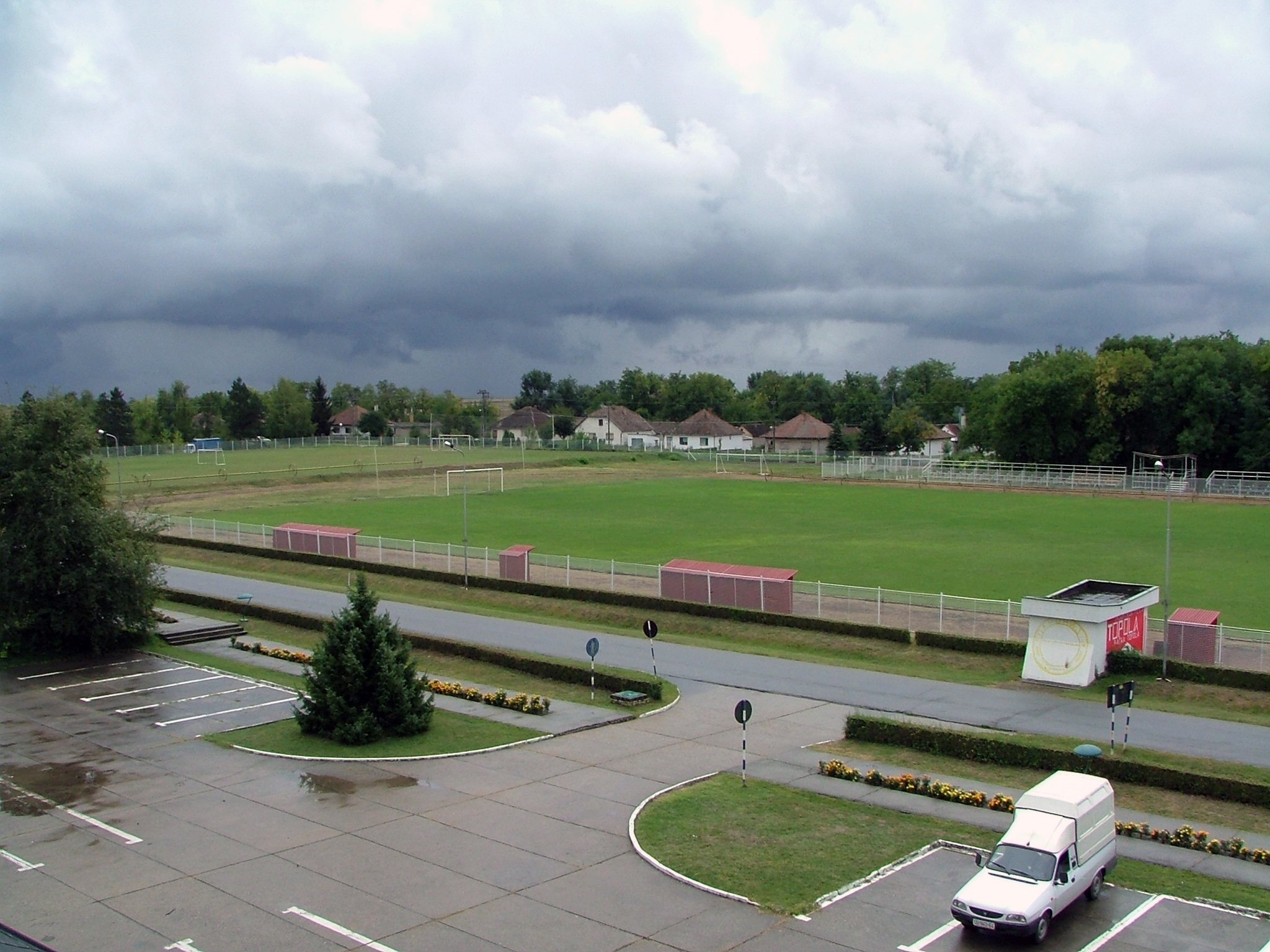
Het gemeentelijk stadion in Bačka Topola

FK TSC (Servisch: Фудбалски клуб ТСЦ − ФК ТСЦ, Fudbalski klub TSC – FK TSC) is een Servische voetbalclub uit Bačka Topola.
De club werd in 1913 opgericht en speelde lang in de regionale amateurreeksen. Van 1980 tot 1984 en in het seizoen 1985/86 speelde Bačka Topola in de 2. Savezna liga (het tweede niveau in Joegoslavië). Hierna speelde de club tot de uiteenvalling van Joegoslavië op het derde niveau.
In 1999 kwam de club in de Srpska Liga (derde niveau in Servië). Medio 2003 ging de club failliet. In 2005 werd de club via andere lokale amateurclubs heropgericht en kwam in 2011 wederom in de Srpska Liga. In 2013 degradeerde TSC maar keerde in 2015 weer terug. In het seizoen 2016/17 eindigde de club als derde maar omdat de nummers een en twee afzagen van promotie kwam TSC in de Prva Liga. Daarin werd TSC in het seizoen 2018/19 kampioen waardoor de club in het seizoen 2019/20 voor het eerst uitkomt in de Superliga.
Tot 2018 speelde de club in het Gradski (gemeentelijk) stadion van Bačka Topola. Hierna werd tijdelijk in het Gradski stadion in Senta gespeeld tijdens de bouw van de TSC Arena in Bačka Topola waar de club vanaf september 2021 haar intrek nam.

## Historische namen
- 1913–1930: Topolyai Sport Club
- 1930–1942: Jugoslovenski Atletski Klub Bačka Topola
- 1942–1945: Topolyai SE
- 1945–1951: FK Egység
- 1951–1974: FK Topola
- 1974–2005: FK AIK Bačka Topola
- 2005–2013: FK Bačka Topola
- 2013–: FK TSC

## In Europa
Uitslagen vanuit gezichtspunt TSC
| Seizoen | Competitie        | Ronde            | Land                 | Club                  | Totaalscore  | 1e W       | 2e W    | PUC   |
| ------- | ----------------- | ---------------- | -------------------- | --------------------- | ------------ | ---------- | ------- | ----- |
| 2020/21 | Europa League     | 1Q               | Vlag van Moldavië    | FC Petrocub Hîncești  | 2-0          | 2-0 (U)    |         | 2.5   |
|         |                   | 2Q               | Vlag van Roemenië    | FCSB                  | 6-6 (4-5 ns) | 6-6 nv (T) |         | 2.5   |
| 2023/24 | Champions League  | 3Q               | Vlag van Portugal    | SC Braga              | 1-7          | 0-3 (U)    | 1-4 (T) | 0.5   |
| 2023/24 | Europa League     | Groep A          | Vlag van Griekenland | Olympiakos Piraeus    | 4-7          | 2-2 (T)    | 2-5 (U) | 0.5   |
|         |                   | Groep A          | Vlag van Duitsland   | SC Freiburg           | 1-8          | 1-3 (T)    | 0-5 (U) | 0.5   |
|         |                   | Groep A (4e)     | Vlag van Engeland    | West Ham United FC    | 1-4          | 1-3 (U)    | 0-1 (T) | 0.5   |
| 2024/25 | Europa League     | PO               | Vlag van Israël      | Maccabi Tel Aviv FC   | 1-8          | 0-3 (U)*   | 1-5 (T) | 5.125 |
| 2024/25 | Conference League | Competitie       | Vlag van Kazachstan  | Astana FK             | 0-1          | 0-1 (U)    | 0-1 (U) | 5.125 |
|         |                   | Competitie       | Vlag van Polen       | Legia Warschau        | 0-3          | 0-3 (T)    | 0-3 (T) | 5.125 |
|         |                   | Competitie       | Vlag van Zwitserland | FC Lugano             | 4-1          | 4-1 (T)    | 4-1 (T) | 5.125 |
|         |                   | Competitie       | Vlag van Zwitserland | FC St. Gallen         | 2-2          | 2-2 (U)    | 2-2 (U) | 5.125 |
|         |                   | Competitie       | Vlag van België      | KAA Gent              | 0-3          | 0-3 (U)    | 0-3 (U) | 5.125 |
|         |                   | Competitie (24e) | Vlag van Armenië     | FC Noah               | 4-3          | 4-3 (T)    | 4-3 (T) | 5.125 |
|         |                   | PO 1/8           | Vlag van Polen       | Jagiellonia Białystok | 2-6          | 1-3 (T)    | 1-3 (U) | 5.125 |

Totaal aantal punten voor UEFA coëfficiënten: 8.625
- 2024/25: Vanwege de oorlog tussen Israël en Hamas werd de uitwedstrijd tegen Maccabi Tel Aviv gespeeld in het Hongaarse Szombathely.

Zie ook
- Deelnemers UEFA-toernooien Servië
- Ranglijst van alle clubs die in de diverse Europa Cups zijn uitgekomen

Čukarički · 
FK IMT ·
Jedinstvo ·
Mladost Lučani · 
Napredak · 
Novi Pazar ·
OFK Beograd ·
Partizan · 
Radnički 1923 ·
Radnički Niš · 
Rode Ster · 
Spartak · 
Tekstilac ·
TSC · 
Vojvodina · 
Železničar